# Радио Слободна Европа/Радио Слобода
Радио Слободна Европа/Радио Слобода (енгл. Radio Free Europe/Radio Liberty) је медијска организација у власништву владе САД. Основана је 1949. ради ширења америчке пропаганде током хладног рата у источној Европи и Совјетском Савезу. Централна обавештајна агенција (ЦИА) је финансирала њен рад, а циљ је био сламање комунистичких режима, уз помоћ бивших нацистичких агената.
Данас се води као владина невладина организација под управом Агенције за глобалне медије САД, која надгледа сва међународна медијска тела која финансира влада САД. Од револуција 1989. и распада Совјетског Савеза, њено присуство у Европи је благо смањено. Седиште се тренутно налази у Прагу, уз додатне канцеларије широм света.

## Историја
Радио Слободна Европа је настао током хладног рата захваљујући Националном комитету за слободну Европу, антикомунистичкој фронтовској организацији Централне обавештајне агенције (ЦИА) коју је формирао Ален Далес у Њујорку 1949. године. Тек је касније откривено да је ЦИА тајно финансирала РСЕ. Током најранијих година постојања РСЕ, ЦИА и Стејт департмент су издали широке политичке директиве.
САД су финансирале дугу листу пројеката како би се супротставили „комунистичкој привлачности” међу интелектуалцима у Европи и земљама у развоју. РСЕ је развијен вером да ће се хладни рат на крају водити политичким, а не војним средствима. Амерички политиколози као што су Џорџ Кенан и Џон Фостер Далес признали су да је хладни рат у суштини био рат идеја.
РСЕ је направљен по узору на Радио у америчком сектору, радио-сервис који је финансирала влада САД првобитно намењен Немцима који живе у америчком сектору Берлина. Према Арчу Падингтону, бившем директору бироа за РСЕ, такође су га слушали и Источни Немци.
Јануара 1950. покренут је предајник у Лампертхајму, а 4. јула исте године РСЕ је почео с емитовањем у Чехословачкој. Крајем 1950. РСЕ је почео да окупља инострано особље. За сваки језик ангажовани су тимови новинара, а разрађен је и систем прикупљања обавештајних података. РСЕ је такође опсежно пратио публикације комунистичког блока и радио-станице, стварајући корпус информација који ће касније искористити.
Док је Радио Слободна Европа био присутан у совјетским сателитским државама, Радио Слобода је радио у Совјетском Савезу. Радио Слобода је основао Амерички комитет за ослобођење народа Русије 1951. године. Првобитно назван Радио Слободе од бољшевизма, станица је 1956. преименована у Радио Слобода 1956.
Радио Слобода је почео да емитује програм из Лампертхајма 1. марта 1953. године, стекавши знатан број слушалаца када је четири дана касније извештавао о смрти Јосифа Стаљина. Такође је имао базу на војном аеродрому на периферији Минхена, запошљавајући неколико бивших нацистичких агената активних током Другог светског рата. Радио Слобода је 1955. године почео да емитује програме у источне руске провинције са краткоталасних предајника који се налазе на Тајвану.